# Boeing Insitu ScanEagle
El Boeing Insitu ScanEagle es un pequeño vehículo aéreo no tripulado (UAV) de gran autonomía, construido por Insitu, una subsidiaria de Boeing. El ScanEagle fue diseñado por Insitu basado en el Insitu SeaScan, un UAV comercial que estaba destinado a la detección de peces. El ScanEagle continua recibiendo mejoras mediante actualizaciones y cambios.

## Diseño y desarrollo
El ScanEagle es un descendiente de otro UAV de Insitu, el Insitu SeaScan, que fue concebido como un sensor remoto pensado para recabar datos así como para ayudar a los pescadores comerciales a localizar y seguir bancos de atunes. El ScanEagle emergió como resultado de una alianza estratégica entre Boeing e Insitu. La tecnología resultante ha tenido éxito como Sistema Aéreo No Tripulado (UAS) de vigilancia autónoma en el campo de batalla, y ha sido desplegado desde agosto de 2004 en la Guerra de Irak.
El ScanEagle lleva una cámara estabilizada electro óptica y/o infrarroja en un sistema de torreta estabilizada inercialmente, y un sistema de comunicaciones integrado, teniendo un alcance de 100 km; puede permanecer en vuelo más de 20 horas. El ScanEagle tiene una envergadura de 3,1 m, una longitud de 1,4 m y un peso de 20 kg, y puede operar hasta a 150 km/h, con una velocidad media de crucero de 89 km/h. Los aviones del Block D presentan una cámara de mayor resolución, un transpondedor Modo C diseñado específicamente y un nuevo sistema de vídeo. Un avión Block D, volando en el campo de pruebas de Boeing en Boardman, Oregón, estableció un récord de permanencia en vuelo para su tipo de 22 horas y 8 minutos.

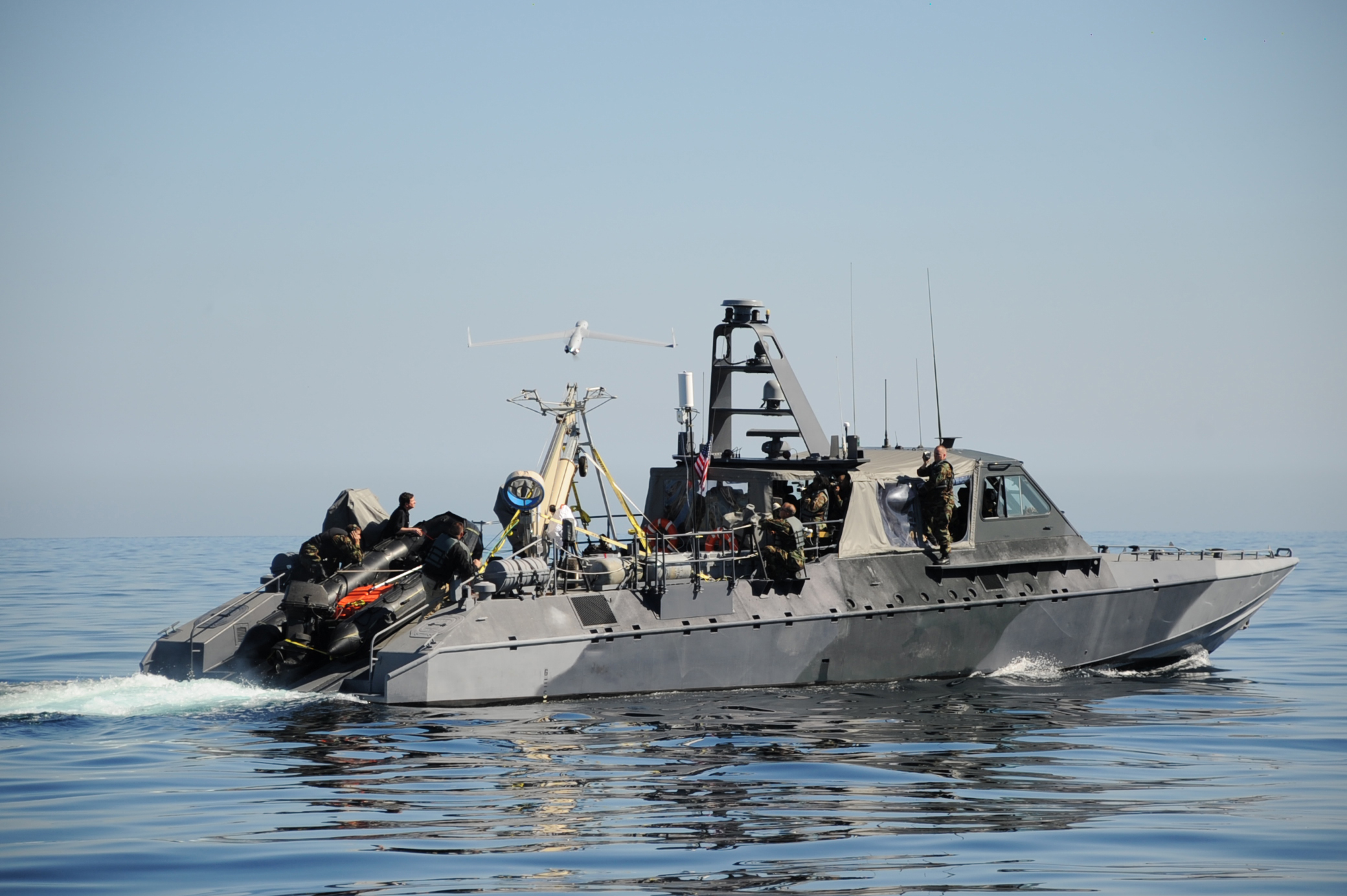
Lanzamiento marítimo desde una Mark V Special Operations Craft.

El ScanEagle no necesita aeródromo para desplegar. En su lugar, es lanzado usando un lanzador neumático, patentado por Insitu, conocido como el lanzador "SuperWedge". Es recuperado mediante el sistema de recuperación "Skyhook", que usa un gancho en la punta alar para atrapar una cuerda que cuelga de un mástil de 9,1 a 15,2 m. Esto es posible gracias a unidades GPS diferenciales de alta calidad montadas en el tope del mástil y en el UAV. La cuerda está unida a un cable elástico para reducir la tensión en la célula producido por la brusca detención. NavtechGPS trabajó con el fabricante del sistema de recepción GPS para posibilitar que el sistema trabajase en diferentes ambientes, expandiendo las posibilidades del UAS de realizar diferentes tipos de misiones y partes del mundo. El sistema de recepción GPS diseñado por NavtechGPS para el ScanEagle todavía está en uso actualmente.
Cada sistema ScanEagle cuesta 3,2 millones de dólares (2006). Un sistema completo consta de cuatro vehículos o AV, una estación de control terrestre, una terminal remota de vídeo, el lanzador SuperWedge y el sistema de recuperación Skyhook.

### Mejoras
El 18 de marzo de 2008, Boeing, con ImSAR e Insitu probaron en vuelo exitosamente un ScanEagle con el radar NanoSAR A de ImSAR montado a bordo. El ImSAR NanoSAR es el Radar de Apertura Sintética más pequeño del mundo, pesa 1,6 kg y tiene un volumen de 1,6 litros. Está diseñado para proporcionar imágenes terrestres de alta calidad en tiempo real, en condiciones atmosféricas adversas u otros cegadores del campo de batalla.
En 2009, Insitu anunció el NightEagle, un ScanEagle Block E modificado con una cámara infrarroja para operaciones nocturnas.
En agosto de 2010, Boeing anunció planes para controlar ScanEagle desde estaciones de control en aviones E-3A AWACS y en el V-22.
En julio de 2011, un equipo de dos ScanEagle y otro UAV cooperaron para realizar una búsqueda y navegar por un área montañosa, de forma autónoma.
Insitu introdujo una variante mejorada ScanEagle 2 en octubre de 2014, tiene un nuevo motor de combustible pesado fabricado a propósito para incrementar la fiabilidad, el cual aumenta la potencia eléctrica pero disminuye la autonomía a 16 horas. También tiene un morro más largo destinado a llevar sensores diurnos y nocturnos al mismo tiempo, carga útil incrementada, y mayores pesos vacía y máximo al despegue; la envergadura, techo de vuelo y velocidades máxima y de crucero permanecen iguales. Otras mejoras incluyen un sistema de vídeo totalmente digital, un mejor sistema de navegación, arquitectura basada en Ethernet e Interferencia Magnética Electrónica (EMI) reducida, y una nueva estación de control terrestre, mientras que usa los mismos lanzador y sistema de recuperación Skyhood. El ScanEagle 2 se hizo para atraer al creciente mercado comercial de UAV y las órdenes comenzaron a tomarse en 2015, tanto de aviones construidos nuevos como de modernizaciones de ScanEagle existentes.
En 2014, Insitu comenzó el desarrollo del Sistema de Lanzamiento y Recuperación Volante (FLARES), un sistema diseñado para lanzar y recuperar el ScanEagle sin necesidad de transportar y ensamblar la catapulta de lanzamiento y la grúa de recuperación. Consiste en un segundo UAV cuadricóptero que transporta el ScanEagle verticalmente y lo lanza en vuelo frontal. Para la recuperación, el cuadricóptero se mantiene en estacionario colgando de él un cable que lo captura, como haría el cable de la grúa Skyhook. El FLARES incorpora las ventajas VTOL del lanzamiento y recuperación en áreas confinadas, así como la eliminación del equipo de raíl y grúa, con la eficiencia en vuelo de un cuerpo de ala fija. Se realizaron demostraciones del sistema de finales de 2014 a mitad de 2015, y se había programado una producción de baja tasa para finales de 2016.
En noviembre de 2015, un ScanEagle de la Armada Real Australiana probó el sistema de detección óptica ViDAR de Sentient Vision Systems, convirtiendo el UAV en un activo de vigilancia marítima de amplia área (BAMS) capaz de cubrir hasta 80 veces más área en una única salida de lo que es posible con cámaras estándar. El sistema autónomo ViDAR consiste en cámaras de vídeo digitales de alta resolución y software que analiza imágenes y autónomamente detecta, rastrea y fotografía cualquier contacto con una panorámica de 180 grados. Puede ser incorporado al ScanEagle como dos secciones del fuselaje, por delante y por detrás del ala, sin afectar a las prestaciones. El ViDAR puede cubrir un área de más de 45.000 km² en una misión de 12 horas, y detectó blancos pequeños y grandes de superficie, aéreos e incluso submarinos durante la demostración.

## Historia operacional

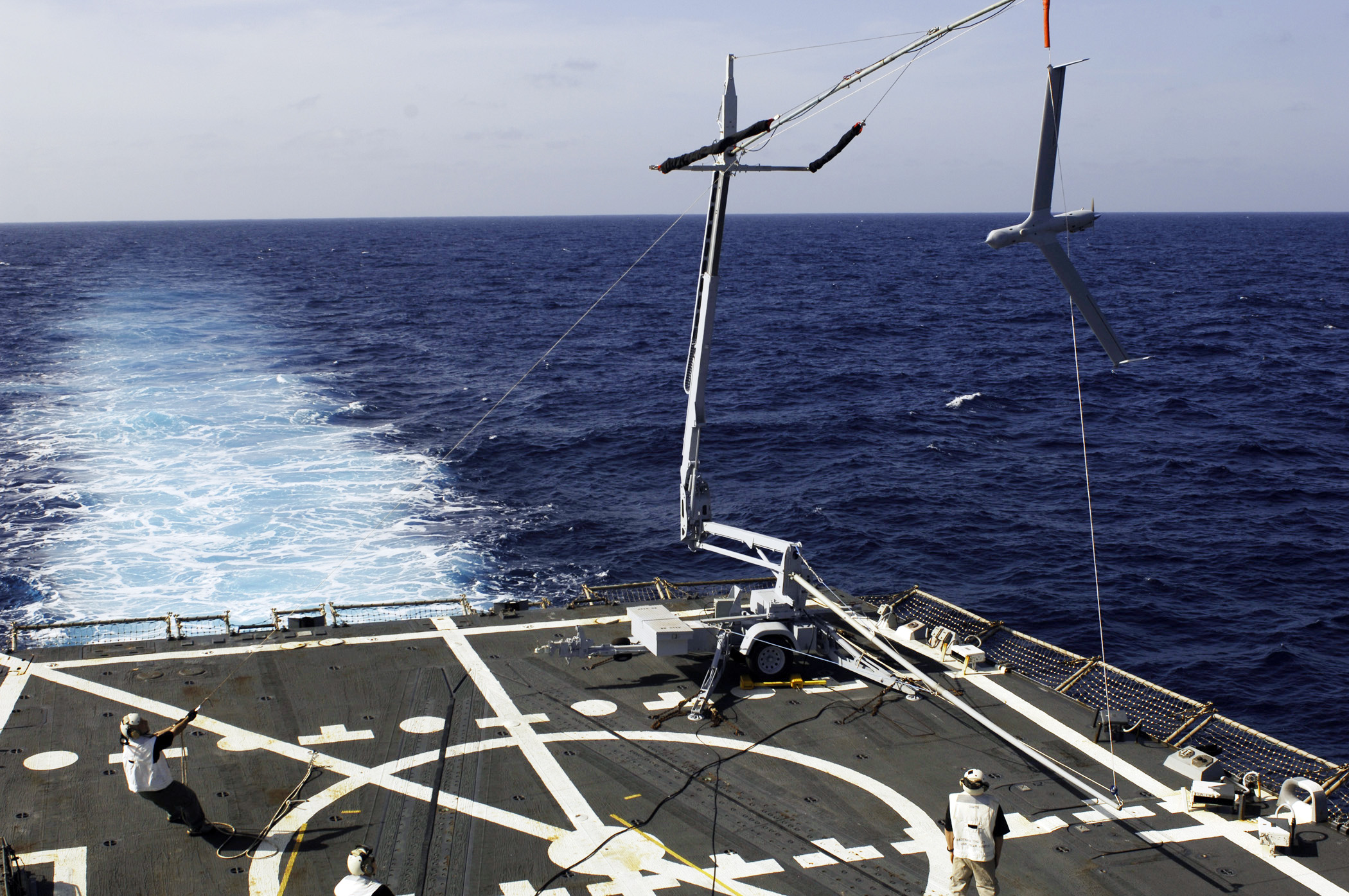
Un ScanEagle es recuperado en el mar a bordo del destructor de misiles guiados USS Oscar Austin (DDG-79).

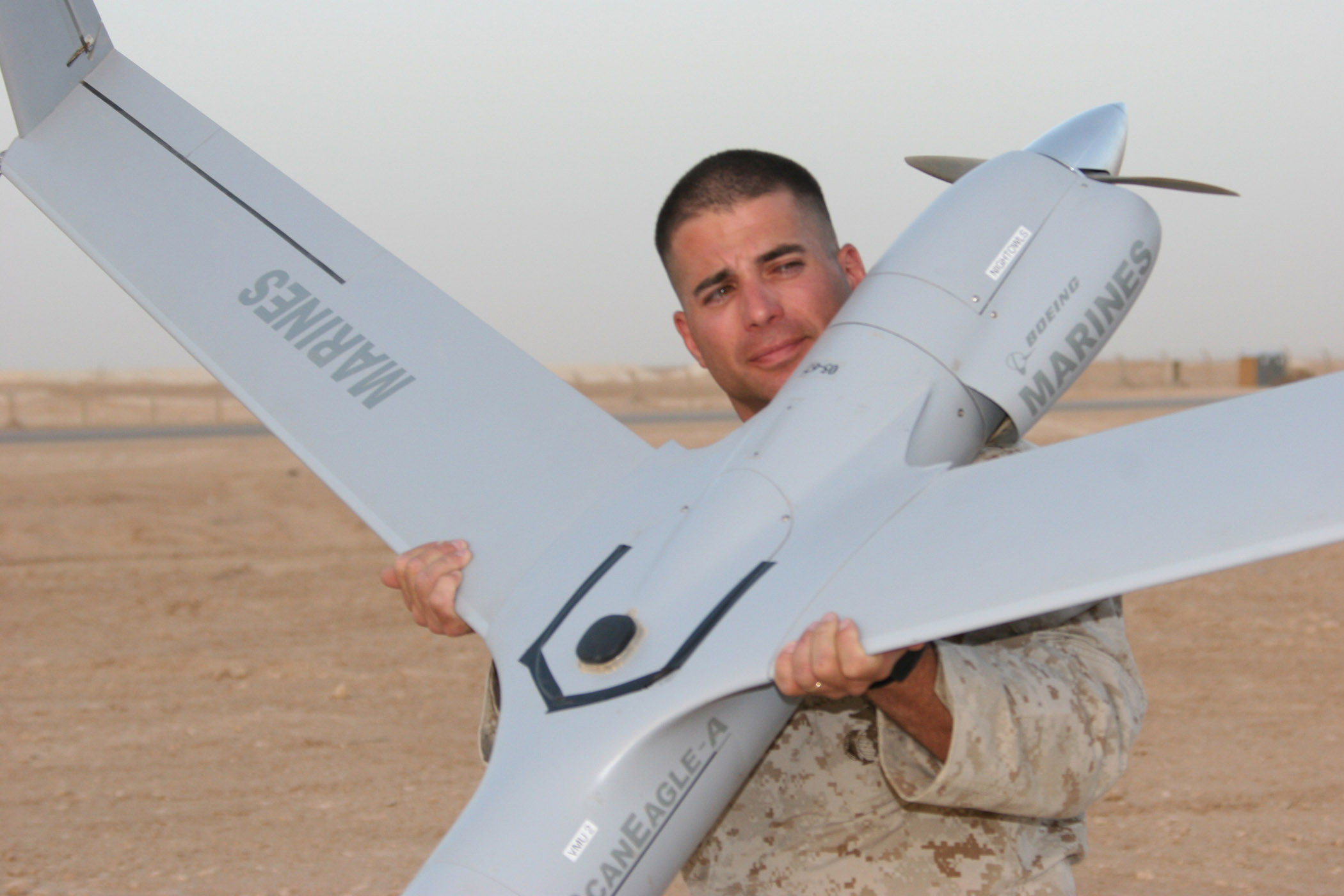
Un marine estadounidense mantiene un ScanEagle en Irak.

El ScanEagle entró en servicio con la Armada estadounidense en 2005. Además de los militares de los Estados Unidos, la Armada australiana también opera el UAV ScanEagle, y el Gobierno canadiense también lo ha alquilado.
El 15 y 16 de octubre de 2008, la Administración Nacional Oceánica y Atmosférica (NOAA) realizó tres exitosos vuelos de prueba del ScanEagle, lanzándolo desde el barco de investigación de pesca y oceanografía NOAAS Oscar Dyson (R 224) en el Estrecho de Puget, Washington, pilotándolo remotamente desde el barco, y recuperándolo de vuelta a bordo. En 2009, el barco de investigación oceanográfica de la NOAA NOAAS McArthur II (R 330) comenzó a operar un ScanEagle propiedad de la Universidad de Alaska para monitorizar la distribución y población de focas en el Mar de Bering.
En abril de 2009, un ScanEagle lanzado por la Armada estadounidense fue usado durante el punto muerto entre la Armada y un bote salvavidas controlado por piratas que retenían al capitán Richard Phillips del MV Maersk Alabama en el Océano Índico, tras un intento de secuestro fallido.
Insitu anunció que el ScanEagle había totalizado 500 000 horas de vuelo de combate y más de 56 000 salidas por julio de 2011.
En septiembre de 2011, Insitu reveló que el ScanEagle había sido empleado por la Armada estadounidense en la Operación Unified Protector durante la Revolución Libia de 2011. El UAV fue lanzado y recuperado por el destructor USS Mahan (DDG-72) para proporcionar imágenes de vídeo durante tres días, que localizó "contactos de interés que nadie más podría encontrar", que fueron retransmitidos al barco y luego al centro de mando de la OTAN por un sistema segura de inyección de vídeo.
A finales de mayo de 2013, la Guardia Costera estadounidense usó un ScanEagle para incautar más de 450 kg de cocaína de una lancha rápida en el Pacífico oriental. El ScanEagle había sido desplegado desde el USCGC Bertholf (WMSL-750) durante unas demostraciones para evaluar el uso de UAV por la Guardia Costera. El avión fue capaz de mantener la vigilancia visual sobre la lancha hasta que un patrullero pudo interceptar a la nave, marcando la primera vez que un UAV desplegado desde un patrullero de la Guardia Costera participaba en un decomiso de drogas. Las pruebas en mayo duraron dos semanas con 90 horas de vuelo completadas. La Guardia Costera espera comenzar las compras de sistemas no tripulados en el año fiscal 2016, desplegando pequeños UAV desde su flota de Patrulleros de Seguridad Nacional el siguiente año. Las metas a largo plazo son usar sistemas no tripulados para aumentar su flota tripulada, mientras que UAV en patrulleros de altura reemplazarían a los patrulleros de medio alcance.
El 26 de julio de 2013, el ScanEagle se convirtió en uno de los primeros vehículos no tripulados en obtener la certificación de la Administración Federal de Aviación para volar en el espacio aéreo estadounidense con propósitos comerciales. El ScanEagle será desplegado en Alaska desde un barco de ConocoPhillips para buscar icebergs y contabilizar ballenas, proteger plataformas perforadoras y cumplimentar los requerimientos ambientales. El ScanEagle puede acometer con seguridad misiones de observación en peligrosas localizaciones árticas, lo que resulta más seguro, más barato y menos perjudicial para el medio ambiente que usar aviones tripulados. La certificación comercial fue el resultado de la certificación militar previa y la orden del Congreso de abrir el espacio aéreo de una gran parte de Alaska a los UAV pequeños. Sólo cuatro ScanEagle fueron certificados con unos requerimientos estrictos: sólo un avión del modelo tiene permiso para volar a la vez, no pueden atravesar nubes o en condiciones de hielo, y no pueden despegar o aterrizar durante ciertas condiciones de viento y ráfagas. Las certificaciones no mencionan control de línea de visión. El 12 de septiembre de 2013, un ScanEagle de ConocoPhillips realizó su primer vuelo desde un buque de investigación y voló durante 36 minutos. En su segundo vuelo, el avión experimentó un fallo de motor. Abortó el vuelo y amerizó, como tenía programado hacer. Un bote recuperó el aparato caído.
En julio de 2016, IHS Janes informó que las fragatas de la Marina Real cesarán de operar en ScanEagle en noviembre de 2017. Es probable que sea reemplazado por un UAS desconocido, elegido a través del ejercicio Unmanned Warrior de la Marina Real en 2016.

### Reclamaciones iraníes de captura e ingeniería inversa
En diciembre de 2012, Irán declaró que había capturado un ScanEagle estadounidense que presuntamente violó su espacio aéreo sobre el Golfo Pérsico. Irán declaró más tarde que había capturado otros dos ScanEagle. La Armada estadounidense declaró que ninguno de sus ScanEagle se había perdido. La evidencia fotográfica de un ScanEagle en Irán no mostraba identificaciones estadounidenses. En agosto de 2013, CBC News informó que la Armada canadiense había perdido un dron ScanEagle en junio de 2012. La Armada negó que hubiera sido obtenido por Irán. El 17 de diciembre de 2012, Irán anunció que estaba comenzando la producción en masa de una copia del ScanEagle y que había puesto UAV en servicio. Irán publicó más tarde imágenes de esta línea de producción.
En septiembre de 2013, un nuevo UAV llamado Yasir fue entregado a las Fuerzas Terrestres del Ejército de Irán; según Jane's Information Group, el UAV Yasir parece compartir la longitud de 1,37 m y la envergadura de 3,11 m del ScanEagle, aunque tiene una cola de largueros doble y una configuración de plano de cola en V invertida ligeramente diferentes. En la presentación del Yasir, el Comandante de las Fuerzas Terrestres del Ejército Iraní, general de brigada Ahmad-Reza Pourdastan, citado por la Fars News Agency iraní, dijo que es capaz de volar a una altitud de 4572 m, tiene una autonomía de 8 horas, y un radio operacional de 200 km.
En octubre de 2013, durante una visita de cinco días a Irán del Comandante Teniente General Viktor Bondarev de la Fuerza Aérea Rusa, los Cuerpos de la Guardia Revolucionaria Islámica le presentaron una copia del dron ScanEagle estadounidense como regalo. En noviembre de 2013, apareció un vídeo en YouTube mostrando un UAV Yasir volando sobre Damasco, Siria, en apoyo a las fuerzas del Ejército Árabe Sirio que luchaban contra los rebeldes.

## Variantes
ScanEagle X200
Variante civil con certificado de categoría tipo restringido, emitido por la Administración Federal de Aviación.
CU-169
Designación militar canadiense para el ScanEagle.
Scan Eagle RM.1
Designación de la Armada Real para la variante militar básica.

## Operadores
Afganistán
- Ejército Nacional Afgano[52]

 Australia
- Fuerza de Defensa Australiana[53]

 Brasil
- Marina de Brasil

 Camerún
- Ejército de Camerún[54]

 Canadá
- Ejército canadiense[53]

 Colombia
- Fuerza Aérea Colombiana[55][56]

 España
- Armada Española

 Estados Unidos

Mapa con los operadores de ScanEagle en azul y los operadores sin licencia en azul claro.

- Fuerza Aérea de los Estados Unidos
- Cuerpo de Marines de los Estados Unidos
- Armada de los Estados Unidos
- Guardia Costera de Estados Unidos
- Administración Nacional Oceánica y Atmosférica

 Irak
- Fuerzas Armadas Iraquíes[57]

 Irán
- Fuerzas Armadas de Irán - ver Yasir (UAV)

 Italia
- Marina Militare

 Japón
- Fuerza Terrestre de Autodefensa de Japón[58][59]

 Kenia
- Fuerzas de Defensa de Kenia[60]

 Lituania
- Fuerzas Armadas de Lituania[61][62][63]

 Malasia
- Fuerzas Armadas de Malasia[53][64]

 Países Bajos
- Real Ejército Holandés[65]

 Pakistán
- Armada Pakistaní[66][67]

 Polonia
 Reino Unido
- Marina Real británica[69]

 República Checa
- Fuerzas Armadas de la República Checa[53]

 Rumania
 Singapur
- Armada de la República de Singapur[70]

 Túnez
- Fuerzas Armadas de Túnez[71]

 Yemen
- Fuerza Aérea Yemení[72]

## Apariciones notables en los medios
El ScanEagle es mencionado por su nombre y su punto de vista desde la cámara es mostrado como elemento importante de la trama en el drama de 2013 Capitán Phillips. También aparece en la novela By Break of Day, de M. L. Buchman.

## Especificaciones
Referencia datos: Insitu, USAF

### Características generales
- Tripulación: Ninguno (UAV)
- Carga: 3,4 kg
- Longitud: 1,55–1,71 m
- Envergadura: 3,11 m
- Peso vacío: 14–18 kg
- Peso cargado: 18 kg
- Peso máximo al despegue: 22 kg
- Planta motriz: 1× motor alternativo 3W de 2 tiempos[75] .
  - Potencia: 1,12 kW (1,5 hp)

### Rendimiento
- Velocidad nunca excedida (Vne): 148 km/h
- Velocidad crucero (Vc): 111 km/h
- Velocidad de entrada en pérdida (Vs): km/h
- Techo de vuelo: 5950 m (19 500 pies)

### Aviónica
- Cámara diurna/nocturna de alta resolución e imágenes térmicas.

## Aeronaves relacionadas

### Desarrollos relacionados
- Boeing Insitu RQ-21 Blackjack

### Aeronaves similares
- AAI RQ-2 Pioneer

### Secuencias de designación
- Secuencia _Q-_ (Vehículos aéreos no tripulados estadounidenses, 1962-presente): ← Q-24 - Q-25 - Q-26 - Q-27  - Q-58 - Q-72 - Q-170 →
- Secuencia C_-_ (Aeronaves de las Fuerzas Canadienses, 1968-presente): ← CU-163 - CU-167 - CU-168 - CU-169 - CU-170 - CC-177 - CH-178 →
- Secuencia de designación de aeronaves de las Fuerzas Armadas Italianas: ← Q-25 - Q-26 - C-27 - Q-27 - F-35 - C-42/P-42 - H-47 →
- Secuencia NR._ (Aeronaves No tripuladas del Ejército del Aire español, 1978-presente): UR.01 - NR.03 - NR.04 - NR.05 - NR.06